# 프랭크 스코필드
프랭크 윌리엄 스코필드(Frank William Schofield, 1889년 3월 15일 ~ 1970년 4월 12일)는 영국 태생의 캐나다 장로교 선교사이자, 수의학자이며 세균학자이다. 일제 강점기 조선과 독립 후의 대한민국에서 활동하였으며, 제암리 학살사건의 참상을 보도한 그의 활동을 기념하는 뜻에서 “3·1 운동의 제34인”이라고 부르기도 한다. 그가 만든 한국식 이름인 석호필(石好必, 나중에 한자를 石虎弼로 개명)은 오늘날 '스코필드'라는 이름을 쓰는 여러 외국인의 별칭이 되었다. 한국의 독립과 인권에 관련하여 대한민국에서 가장 존경받는 선교사 중에서도 일원이다.

## 생애

### 출생과 성장
1889년 3월 15일에 영국 워릭셔주의 럭비에서 태어났다. 1905년에는 고등학교 과정을 마쳤으나, 성적은 좋지 못하였고, 집안이 여의치 않아 진학을 하지 못했다. 결국, 그는 체셔주의 한 농장에서 식사를 제공받는 조건으로 고용되었고, 이 무렵에 그는 노동자의 비참한 생활과 그들의 앞날에 관하여 깊은 관심을 갖기 시작하였다. 1907년에는 캐나다로 이민하였고, 토론토 대학교 온타리오 수의과 대학에 입학한다. 그러나, 1910년에 소아마비를 앓아 지팡이를 짚게 되었다. 1911년에는 토론토 대학교에서 수의학 박사 학위를 받았다. 1913년 9월에 앨리스 스코필드(Alice Schofield)와 결혼한다.

### 한국 생활

#### 세브란스 의학전문학교 강의
1916년봄 에 세브란스 의학전문학교 교장이었던 올리버 알 에비슨으로부터 일제강점기의 한국으로 와 달라는 권유 서신을 받다. 스코필드 박사는 11월에 아내와 함께 한국으로 왔으며, 세브란스 의학전문학교에서 세균학과 위생학(衛生學)을 강의했다. 그는 영어를 할 줄 알았던 목원홍(睦源洪)으로부터 한국어를 배워 한국어로 강의하였다.

#### 한국이름을 짓다
1917년 그는 한국에 온 지 1년 만에 조선 감리교회에서 ‘선교사 자격 획득 한국어 시험’에 합격한다. 또한 자신의 한국식 이름도 만들었는데, 바로 ‘석호필(石虎弼)’이다. 그의 성인 ‘石’은 그의 종교적 굳은 의지를 의미하고, ‘虎’는 호랑이, ‘弼’은 돕는다는 뜻으로, 한국인을 돕겠다는 마음을 나타낸 이름이다. 스코필드는 한국의 여러 지명인사와 교제를 넓혔다. 그중에서 특히 기독교 사회운동을 YMCA 총무직으로 실천하던 월남 이상재(李商在) 선생과 김정혜(金貞蕙) 여사를 존경하게 되었고, 특히 뒷날 김정혜 여사를 수양 어머니이자 사모(師母)로 섬겼다.

#### 3.1운동에 참여하다
1919년 2월 5일 3·1운동 거사 준비로 이갑성(李甲成) 씨와 몰래 만났으며, 3.1운동을 위한 해외 정세파악일을 맡게 된다. 또한 3월 1일 탑골공원에서 만세시위를 하는 민중들과 일본의 시위자에 대한 탄압을 세브란스 제약부에 근무하던 이갑성씨의 의뢰에 따라 사진으로 찍고, 글로 적어 해외에 알리기도 하였으며, 4월에는 수원군 제암리에 가서 일본군이 제암리 주민들을 제암리교회에 몰아넣고 학살한 제암리학살사건으로 잿더미가 된 현장을 스코필드 자신의 표현대로 '(일본의 만행에 대한 분노로)떨리는 손'으로 촬영,〈제암리/수촌리에서의 잔학 행위에 관한 보고서〉를 작성하였다. 당시 스코필드는 사진을 찍고 보고서를 작성하여 일제의 만행을 고발하는 일과 함께, 학살에서 살아남은 이들을 위로하는 일도 했다.

#### 일제의 만행중지를 호소하다
또한 5월 일본인이 운영하는 영자신문 '서울 프레스' 지에 서대문 형무소에 대한 글을 올리고 당시 노순경, 유관순(柳寬順), 어윤희(魚允姬), 엄영애 등이 갇혀있던 서대문 형무소(여자 감방 8호실)를 직접 방문한다. 수감자에 대한 고문 여부를 확인한 뒤 하세가와 총독과 미즈노 정무 총감 등을 방문하여 일본의 비인도적 만행의 중지를 호소하였다. 물론 그가 활발한 독립운동 기여를 할 수 있었던 것은 영일동맹으로 영국계 캐나다 사람인 스코필드를 일본에서 간섭할 수 없었기 때문이었다.

#### 캐나다로 돌아가다
1920년 4월 일제의 감시와 살해 위협을 받게 된 스코필드 박사는 세브란스와의 계약을 연장하지 못하고 한국을 떠났다. 시간이 흐른후 1958년 대한민국 정부가 광복 13주년 기념일 및 정부수립 10주년 경축 식전에 국빈으로 스코필드를 초빙하였고 서울대학교 수의과 대학에서 일하기를 자원하여 수의병리학을 맡았다.
1959년 한국일보에 2·4정치파동에 관한 소견을 기고하였다. 집안일을 정리하려고 캐나다에 일시 귀국하였다가 9월에 돌아왔다. 남북미와 유럽에 있던 그의 친구들이 “스코필드 기금(The Schofield Fund)”을 설치하여 그를 도왔다. 이후로도 대한민국의 민주주의에 대한 글을 쓰거나 교육 장려 활동을 하며 지냈다.
1969년 초부터 천식이 심해져 1970년 4월 12일 대한민국 국립 중앙의료원에서 81세로 별세하였으며, 한국의 독립운동에 기여한 업적을 존중하는 의미에서 국립서울현충원에 안장되었다.

## 상훈
- 1968년 대한민국 건국훈장 독립장

## 같이 보기
- 민족대표 48인
- 민족대표 33인
- 제암리 학살 사건

## 관련 서적
- 홍우출판사, 정계야화 (전2권) (홍우출판사, 1966)

## 캐나다 온타리오 주 토론토 시내의 스코필드 박사 관련 추모

### 캐나다 토론토시 토론토 동물원 석호필 추모동상 및 추모공원[3]
2014년 여름 새로 개장한 Eurasia Wilds zone 에 위치해 있다.